# Soar

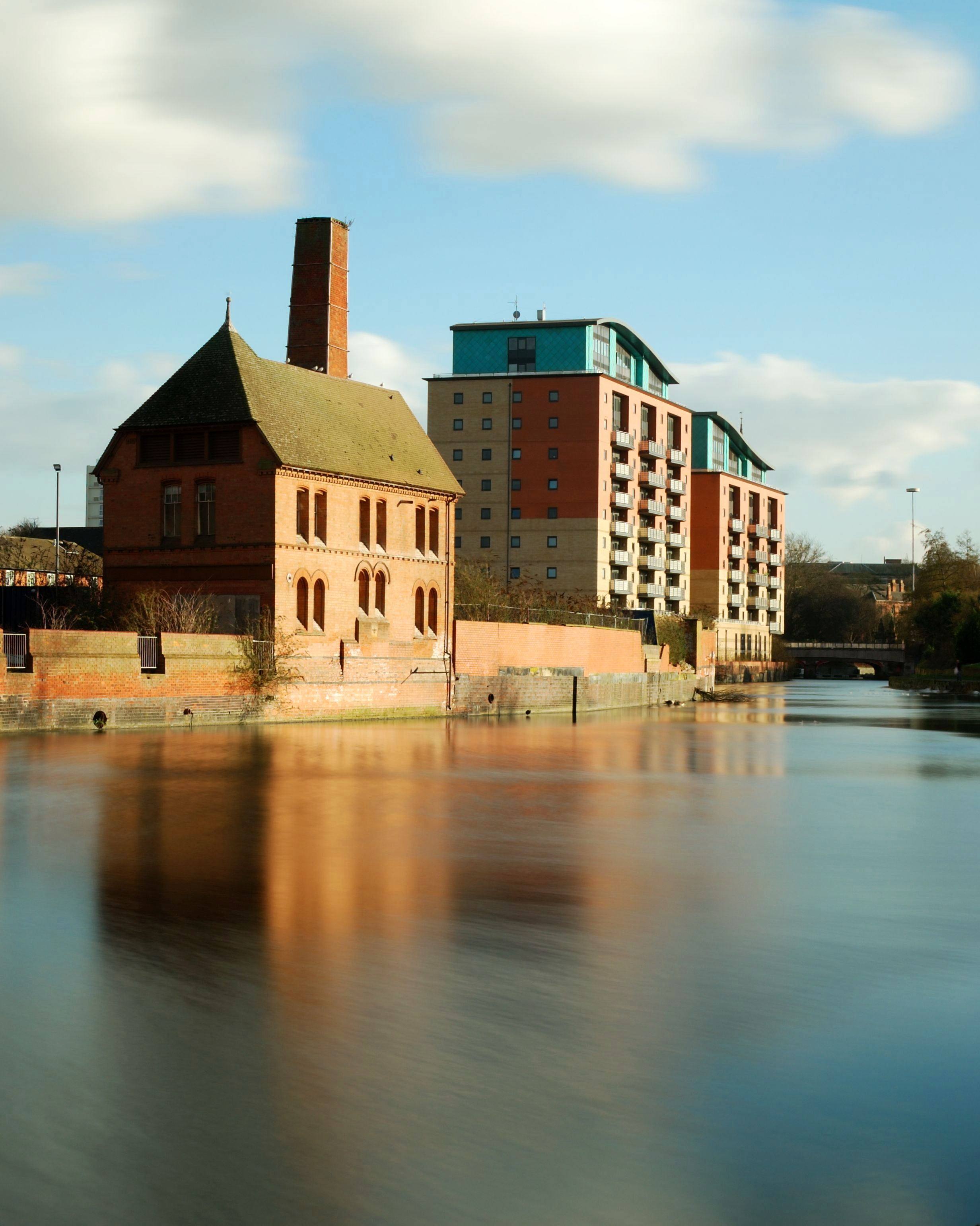
Negentiende-eeuws pompgebouw en nieuwbouwproject in het centrum van Leicester

De Soar is een rivier in de Engelse East Midlands.
De rivier ontspringt in de buurt van Hinckley in Leicestershire en stroomt door Leicester, Barrow upon Soar en Kegworth. Bij Ratcliffe on Soar in Nottinghamshire mondt ze uit in de Trent.
Eind 18e en begin 19e eeuw werden meerdere secties van de rivier gekanaliseerd, waardoor de industriële ontwikkeling op de oevers werd gestimuleerd. Tegenwoordig wordt de Soar vooral door toeristen met narrowboats bevaren.
Volgens de legende werd het lijk van koning Richard III in de Soar gevonden.
- Virtual International Authority File: 315530245